# Landkreis Lauterbach
Der Landkreis Lauterbach war ein Landkreis in Hessen. Er bestand von 1852 bis 1972. Das Landratsamt befand sich in Lauterbach. Der Kreis gehörte zur Provinz Oberhessen im Großherzogtum Hessen, ab 1919 Volksstaat Hessen.

## Geographie
Der Landkreis grenzte Anfang 1972, im Nordwesten beginnend im Uhrzeigersinn, an die Landkreise Alsfeld, Ziegenhain, Hersfeld, Hünfeld, Fulda, Schlüchtern, Gelnhausen, Büdingen und Gießen.

## Geschichte

### Territoriale Entwicklung
Nach Abschaffung der Ämter im Großherzogtum Hessen bestand ab 1821 der Landratsbezirk Lauterbach. Dieser ging nach der Revolution von 1848 im Großherzogtum Hessen im Regierungsbezirk Alsfeld auf. Nach dem Sieg der Reaktion wurden die Regierungsbezirke 1852 wieder aufgelöst. Das Großherzogtum Hessen wurde nunmehr flächendeckend in Kreise gegliedert. Dabei entstand der Kreis Lauterbach neu aus den Landgerichtsbezirken Lauterbach, Schlitz und Altenschlirf
Am 1. November 1938 kamen die Gemeinden Feldkrücken, Hartmannshain, Herchenhain, Kölzenhain, Meiches, Rebgeshain, Ulrichstein und Volkartshain des aufgelösten Landkreises Schotten zum Landkreis Lauterbach hinzu. Nachdem außerdem 1938 Nösberts und Weidmoos zur Gemeinde Nösberts-Weidmoos zusammengeschlossen und 1939 Blitzenrod sowie Rudlos nach Lauterbach eingemeindet wurden, umfasste der Landkreis 72 Gemeinden. Seit der Gründung Groß-Hessens 1945 gehörte der Landkreis zum Regierungsbezirk Darmstadt.
Im Rahmen der hessischen Gebietsreform wurden im Landkreis Lauterbach zwischen 1969 und 1972 zahlreiche Gemeinden fusioniert. Am 31. Dezember 1971 wurde der Landkreis außerdem dadurch vergrößert, dass die Gemeinden Bobenhausen II, Helpershain, Ober-Seibertenrod, Unter-Seibertenrod und Wohnfeld aus dem Landkreis Alsfeld nach Ulrichstein im Landkreis Lauterbach eingemeindet wurden. Insgesamt verringerte sich die Zahl der Gemeinden des Landkreises bis zum Juli 1972 auf 18.
Am 1. August 1972 wurde der Landkreis Lauterbach mit dem benachbarten Landkreis Alsfeld zum Vogelsbergkreis vereinigt, dessen Verwaltungssitz wiederum Lauterbach wurde. Gleichzeitig fanden noch weitere Eingemeindungen statt. Aus dem Landkreis Lauterbach traten damit letztendlich sieben Gemeinden in den neuen Vogelsbergkreis ein.

### Einwohnerentwicklung
| Jahr | Einwohner | Quelle |
| ---- | --------- | ------ |
| 1852 | 30.390    | [ 4 ]  |
| 1900 | 28.808    | [ 5 ]  |
| 1910 | 29.719    | [ 5 ]  |
| 1925 | 29.929    | [ 5 ]  |
| 1933 | 30.945    | [ 5 ]  |
| 1939 | 33.712    | [ 5 ]  |
| 1950 | 49.273    | [ 5 ]  |
| 1960 | 43.600    | [ 5 ]  |
| 1970 | 44.600    | [ 6 ]  |
| 1971 | 46.300    | [ 7 ]  |

### Leitende Beamte
Nachfolgend gelistete Beamte leiteten den Kreis Lauterbach:
Kreisräte
- 1852–1853 Heinrich Christoph Knorr von Rosenroth († 1853), kommissarisch
- 1853–1854 Ludwig Röder von Diersburg, kommissarisch
- 1854–1858 Theodor Goldmann
- 1858–1882 Julius von Kopp
- 1882–1887 Karl Theobald Schönfeld
- 1887–1890 Karl Wolf
- 1890–1897 Otto Fischer
- 1897–1898 Ernst Albrecht Braun
- 1898–1905 Eduard Wallau
- 1905–1913 Friedrich von Bechtold
- 1913–1917 (1923) Leopold von Werner

Kreisdirektoren
- (1913) 1917–1923 Leopold von Werner
- 1923–1933 Otto Michel
- 1933–1934 Harald Lang – geschäftsführend
- 1934 Otto Lang (NSDAP)
- 1934–1937 Alfred Zürtz (NSDAP)
- 1937–1939 (1945) Otto Bonhard

Landräte
- (1937) 1939–1945 Otto Bonhard
- 1945–1958 Gustav Mandt
- 1948–1956 Christoph Bernhard Schücking
- 1956–1972 Karl-August Vieregge (CDU)

## Wappen und Flagge
Wappen

Blasonierung: „In gespaltenem Schild rechts in Schwarz drei silberne Wellenbalken und links in  Gold zwei stilisierte rote, grünbestandene Türkenbundlilien.“
Das Wappen wurde dem ehemaligen Landkreis Lauterbach am 28. Dezember 1961 durch den Hessischen Innenminister genehmigt.
Gestaltet wurde es durch den Bad Nauheimer Heraldiker Heinz Ritt.
Die drei Wellenlinien sollen die zahlreichen Bäche symbolisieren, die im Vogelsberg entspringen. Die beiden Blumen sind sogenannte Türkenbundlilien, eine sehr seltene, noch vereinzelt im hohen Vogelsberg vorkommende Pflanzenart.
Aufgrund der Zusammenlegung der Kreise Lauterbach und Alsfeld zum Vogelsbergkreis war das Wappen nur etwas mehr als ein Jahrzehnt offiziell in Gebrauch. 1978 erhielt der Vogelsbergkreis ein eigenes Wappen, in das die Türkenbundlilien aus dem Lauterbacher Kreiswappen übernommen wurden.
Flagge
Die Flagge wurde dem Landkreis am 13. April 1964 genehmigt und wird wie folgt beschrieben: 
„Auf der breiten, von schmalen, roten Bahnen beseiteten, weißen Mittelbahn im oberen Drittel aufgelegt das Kreiswappen.“

## Gemeinden
Die folgende Liste enthält alle Gemeinden, die dem Landkreis Lauterbach angehörten, und die Daten aller Eingemeindungen.
| Gemeinde           | eingemeindet nach | Datum der Eingemeindung |
| ------------------ | ----------------- | ----------------------- |
| Allmenrod          | Lauterbach        | 1. August 1972          |
| Altenschlirf       | Herbstein         | 31. Dezember 1971       |
| Angersbach         | Wartenberg        | 1. August 1972          |
| Bannerod           | Grebenhain        | 31. Dezember 1971       |
| Bermuthshain       | Grebenhain        | 31. Dezember 1971       |
| Bernshausen        | Schlitz           | 31. Dezember 1971       |
| Blitzenrod         | Lauterbach        | 1. April 1939           |
| Crainfeld          | Grebenhain        | 31. Dezember 1971       |
| Dirlammen          | Lautertal         | 1. Februar 1972         |
| Eichelhain         | Lautertal         | 31. Dezember 1971       |
| Eichenrod          | Lautertal         | 31. Dezember 1971       |
| Engelrod           | Lautertal         | 31. Dezember 1971       |
| Feldkrücken        | Ulrichstein       | 1. August 1972          |
| Fleschenbach       | Freiensteinau     | 31. Dezember 1971       |
| Fraurombach        | Schlitz           | 31. Dezember 1971       |
| Freiensteinau      |                   |                         |
| Frischborn         | Lauterbach        | 1. Februar 1972         |
| Grebenhain         |                   |                         |
| Gunzenau           | Freiensteinau     | 31. Dezember 1971       |
| Hartershausen      | Schlitz           | 1. August 1972          |
| Hartmannshain      | Grebenhain        | 31. Dezember 1971       |
| Heblos             | Lauterbach        | 31. Dezember 1971       |
| Heisters           | Steigertal        | 1. Februar 1971         |
| Hemmen             | Schlitz           | 31. Dezember 1971       |
| Herbstein, Stadt   |                   |                         |
| Herchenhain        | Grebenhain        | 31. Dezember 1971       |
| Holzmühl           | Freiensteinau     | 31. Dezember 1971       |
| Hopfmannsfeld      | Lautertal         | 1. Februar 1972         |
| Hörgenau           | Lautertal         | 31. Dezember 1971       |
| Hutzdorf           | Schlitz           | 1. Januar 1969          |
| Ilbeshausen        | Grebenhain        | 31. Dezember 1971       |
| Kölzenhain         | Ulrichstein       | 31. Dezember 1971       |
| Landenhausen       | Wartenberg        | 1. August 1972          |
| Lanzenhain         | Herbstein         | 31. Dezember 1971       |
| Lauterbach, Stadt  |                   |                         |
| Lautertal 1        |                   |                         |
| Maar               | Lauterbach        | 31. Dezember 1971       |
| Meiches            | Lautertal         | 31. Dezember 1971       |
| Metzlos            | Grebenhain        | 31. Dezember 1971       |
| Metzlos-Gehaag     | Grebenhain        | 1. August 1972          |
| Nieder-Moos        | Freiensteinau     | 31. Dezember 1971       |
| Nieder-Stoll       | Schlitz           | 31. Dezember 1971       |
| Nösberts           | Nösberts-Weidmoos | 1. April 1938           |
| Nösberts-Weidmoos  | Grebenhain        | 31. Dezember 1971       |
| Ober-Moos          | Freiensteinau     | 31. Dezember 1971       |
| Ober-Wegfurth      | Schlitz           | 31. Dezember 1971       |
| Pfordt             | Schlitz           | 31. Dezember 1971       |
| Queck              | Schlitz           | 31. Dezember 1971       |
| Radmühl            | Freiensteinau     | 1. August 1972          |
| Rebgeshain         | Ulrichstein       | 31. Dezember 1971       |
| Reichlos           | Freiensteinau     | 31. Dezember 1971       |
| Reuters            | Lauterbach        | 31. Dezember 1971       |
| Rimbach            | Schlitz           | 31. Dezember 1971       |
| Rimlos             | Lauterbach        | 31. Dezember 1971       |
| Rixfeld            | Herbstein         | 1. August 1972          |
| Rudlos             | Lauterbach        | 1. April 1939           |
| Salz               | Freiensteinau     | 31. Dezember 1971       |
| Sandlofs           | Schlitz           | 31. Dezember 1971       |
| Schadges           | Herbstein         | 1. August 1972          |
| Schlechtenwegen    | Herbstein         | 31. Dezember 1971       |
| Schlitz, Stadt     |                   |                         |
| Sickendorf         | Lauterbach        | 1. Februar 1972         |
| Steigertal 2       | Grebenhain        | 1. August 1972          |
| Steinfurt          | Herbstein         | 31. Dezember 1971       |
| Stockhausen        | Herbstein         | 1. August 1972          |
| Üllershausen       | Schlitz           | 31. Dezember 1971       |
| Ulrichstein, Stadt |                   |                         |
| Unter-Schwarz      | Lauterbach        | 1. Februar 1972         |
| Unter-Wegfurth     | Schlitz           | 31. Dezember 1971       |
| Ützhausen          | Schlitz           | 31. Dezember 1971       |
| Vaitshain          | Grebenhain        | 31. Dezember 1971       |
| Volkartshain       | Grebenhain        | 31. Dezember 1971       |
| Wallenrod          | Lauterbach        | 31. Dezember 1971       |
| Weidmoos           | Nösberts-Weidmoos | 1. April 1938           |
| Wernges            | Lauterbach        | 1. Juli 1971            |
| Willofs            | Schlitz           | 31. Dezember 1971       |
| Wünschen-Moos      | Steigertal        | 1. Februar 1971         |
| Zahmen             | Steigertal        | 1. Februar 1971         |

## Kfz-Kennzeichen
Am 1. Juli 1956 wurde dem Landkreis bei der Einführung der bis heute gültigen Kfz-Kennzeichen das Unterscheidungszeichen LAT zugewiesen. Es wurde bis zum 11. Februar 1979 im Teilkreis Lauterbach des Vogelsbergkreises ausgegeben.